# ABC-CLIO
ABC-CLIO (англ. American Bibliographical Center CLIO) — американское научное издательство, специализирующееся на издании справочной литературы.
Электронная база данных ABC-CLIO содержит свыше 1 млн журнальных статей, книг, материалов конференций в области истории и политических наук. В базе данных имеются почти все исторические журналы мира. Создана и управляется Калифорнийским университетом в Санта-Барбаре.
В 2021 году британское международное издательство Bloomsbury Publishing объявило о приобретении ABC-CLIO за 22,9 миллиона долларов. Издательство стало импринтом подразделения Bloomsbury Academic.